# August Babberger
August Babberger (* 8. Dezember 1885 in Hausen im Wiesental; † 3. September 1936 in Altdorf UR, Schweiz) war ein deutscher Maler. Er zählt zu den Protagonisten des Expressionismus und zu den bedeutenden Künstlerpersönlichkeiten der Klassischen Moderne im deutschen Südwesten. Dennoch gehört er zu den fast vergessenen Künstlern des frühen 20. Jahrhunderts.

## Leben
August Babberger wurde als Sohn eines Zimmermanns 1885 in Hausen im Wiesental geboren. Seine wichtigste Schulzeit erlebte er in Basel, wohin seine Eltern 1895 zogen. In der Realschule fiel seine Begabung zum Malen früh auf. Später begab er sich zu einem Malermeister in die Lehre. Auf einer anschließenden Wanderschaft kam der junge Malergeselle weit herum. In München versuchte er, auf die Kunstakademie zu kommen, scheiterte aber.
1908 war Babberger in Karlsruhe mit Malerarbeiten tätig. Entscheidend war dort sein Zusammentreffen mit Hans Thoma, dem er seine Federzeichnungen zeigte. Thoma riet dem 23-Jährigen, in Karlsruhe zu bleiben und an der dortigen Akademie zu studieren. Babberger besuchte die Radierklasse und erhielt im folgenden Jahr durch Thomas Vermittlung ein Stipendium für die Internationale Kunstschule in Florenz. Dort verbrachte Babberger zwei Winter, malte und zeichnete vor allem Akte. In diesen Jahren wurde für ihn besonders wichtig, dass er neben der künstlerischen Lehre auch die persönliche, lebenslange Freundschaft des Graubündner Malers Augusto Giacometti gewann.
Neben seinem Interesse für die moderne Wandbildkunst ließ ihn die Suche nach dem Ursprünglichen in der Natur ab 1915 in den Schweizer Alpen die reine Landschaftsmalerei entdecken. In zeitlicher und räumlicher Nähe zu Ernst Ludwig Kirchner verbrachte Babberger ab 1918 regelmäßige Sommeraufenthalte in einer Alphütte auf dem Klausenpass im Kanton Uri.
Nach seiner Heirat mit der Hinterglasmalerin und Dichterin Anna Maria Tobler aus Luzern übersiedelte Babberger nach Frankfurt am Main. 1919 war er Gründungsmitglied der Darmstädter Sezession. 1920 wurde er an die unter dem Namen Landeskunstschule neu gegründete Akademie in Karlsruhe als Professor für dekorative Malerei berufen. 1923 bis 1930 war er Direktor dieser Akademie.
In seiner Kunst schon in dieser Zeit bei manchen Konservativen ein Stein des Anstosses, wurde er bald nach der Machtergreifung mit Erlass vom 25. Juli 1933 als „entarteter Künstler“ diffamiert und seines Lehramtes enthoben. Eine unrühmliche Rolle spielte hierbei sein Kollege und Landsmann aus dem Wiesental, der Maler Hans Adolf Bühler, dieser Bühler war in jener Zeit Direktor der Akademie. Babberger siedelte in die Heimat seiner Frau, die Schweiz, über. Schon Jahre zuvor hatte Babberger immer wieder seine Sommer auf dem Klausenpass im Kanton Uri verbracht. Hier lernte er auch die Künstlerin Erna Schillig kennen, die er zu seiner Musterschülerin machte und die später seine Geliebte wurde. Mit Erna Schillig schuf Babberger gemeinsam bedeutende Kunstwerke. Zusammen malten sie 1932 die Höfli-Kapelle in Altdorf aus und schaffen das Künstlerbuch Vom Urnersee über den Klausenpass mit Holzschnitten von Schillig und Texten von Babberger. Außerdem schrieben Schillig und Babberger das Buch Das Paradies der Höhensucher. Sommernotizen von der Klausenpasshöhe. Mit noch nicht 51 Jahren verstarb er 1936 in Altdorf, Kanton Uri an den Folgen einer Halsoperation.

## Verfolgung nach dem Tod
Babbergers künstlerischer Nachlass wurde nach Altdorf überführt und so vor dem drohenden Zugriff der Nationalsozialisten gerettet. Doch in Deutschland verfolgten die Machthaber den Maler noch nach seinem Tod. 1937 wurden in der NS-Aktion „Entartete Kunst“ aus öffentlichen Sammlungen nachweislich neun seiner Bilder beschlagnahmt.

## Werk

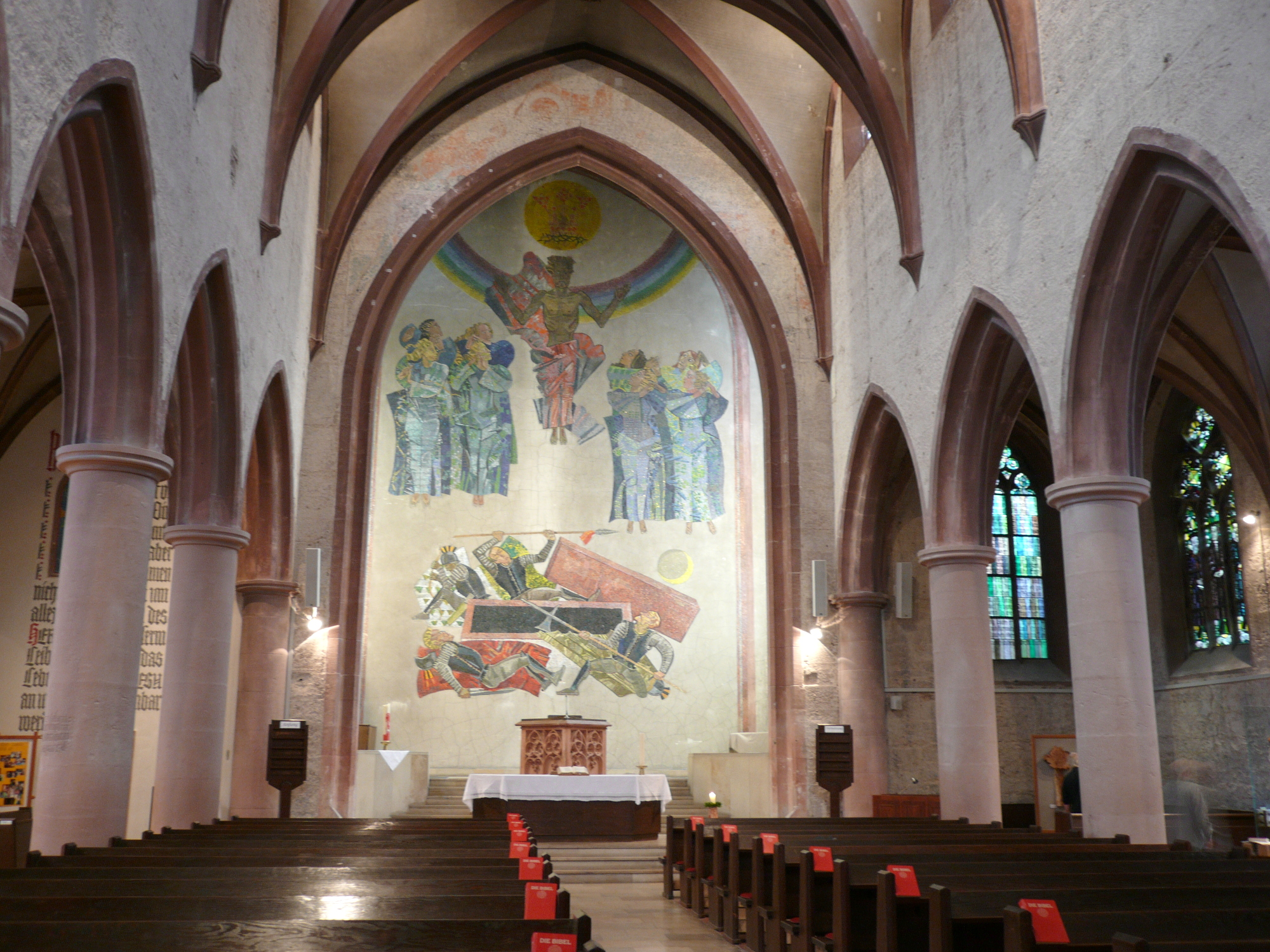
Chormosaik im evangelischen Teil der Stiftskirche in Neustadt an der Weinstraße, ausgeführt von Puhl & Wagner nach dem Entwurf August Babbergers

Die Kunst August Babbergers geht in der Entwicklung von einer großformigen Auffassung der Dinge aus, zunächst in der Art Florentiner Frührenaissance. Die frühen, zu seiner Karlsruher Studienzeit entstandenen Radierungen und Figurengemälde stehen in der Tradition von Symbolismus und Jugendstil, verraten den Einfluss von Ferdinand Hodler, Arnold Böcklin und Hans Thoma.
Mehr und mehr gelangte Babberger zu einer eigenständigen Interpretation der Landschaft und des Menschen. Vielleicht war es Augusto Giacometti, der dem Künstler die schweizerische Alpenwelt nahebrachte. Jedenfalls fand Babberger während seiner Sommeraufenthalte in den unberührten Alpen zu seinem eigentlichen Hauptmotiv und verwirklichte seine Idealvorstellung einer Einheit von menschlicher Existenz, Kunst und Natur. Im Dialog mit der Landschaft stieß er in den ausdrucksstarken Hauptwerken der 1920er und 1930er Jahre zum expressionistischen Stil vor, der durch radikale Formvereinfachung und vehemente Farbsteigerungen gekennzeichnet ist.
Das Monumental-Bewegte in Babbergers Kunst ist zwar weniger eine Sache des Formates, doch drängte es ihn natürlicherweise auch zur Wandgestaltung. Viele Entwürfe für Wandmalerei, Mosaike und Glasfenster bezeugen dies. Beispiele hierfür sind jeweils die Entwürfe für die evangelische Christuskirche in Oberursel mit Glasfenstern aus den Jahren 1913 bis 1914 und für ein Chormosaik sowie Glasfenster im evangelischen Teil der Stiftskirche in Neustadt an der Weinstraße, ausgeführt im Jahre 1928.
Wohl nur eine markante Wandmalerei ist erhalten geblieben: Die Ausmalung der reformierten Kirche in Wolhusen, Kanton Luzern. Die Holzschnitte, die Babberger ab 1918 schuf, stellen herausragende Beispiele expressionistischer Druckgraphik dar und bannen Mensch, Natur und Kosmos in strenge, flächenkompakte Bildzeichen.

## Werke

### 1937 als „entartet“ aus deutschen öffentlichen Sammlungen nachweislich beschlagnahmte Werke
- Landschaft (Aquarell; Städelsches Kunstinstitut Frankfurt/Main)
- Birkenstock (Aquarell; Städelsches Kunstinstitut Frankfurt/Main)
- Kommen und Gehen (Holzschnitt; Museum Folkwang Essen)
- Bildnis der Maler Brasch, Gudden und Babberger (Tempera auf Leinwand, 121 × 91 cm, 1919; WV Gabelmann G 128; Städelsches Kunstinstitut Frankfurt/Main. 1941 in Halle/Saale in der Wanderausstellung „Entartete Kunst“ vorgeführt. Verbleib ungeklärt)[3]
- Schweizer Landschaft (Öl auf Leinwand, 81 × 100 cm; Städelsches Kunstinstitut Frankfurt/Main 1938 in Hamburg in der Wanderausstellung „Entartete Kunst“ vorgeführt. Verbleib ungeklärt)
- Alpenlandschaft (Öl auf Leinwand, 76 × 101 cm, 1920; Staatliche Kunsthalle Karlsruhe; zerstört)
- Bildnis Familien Babberger (Öl auf Leinwand, 82 × 65 cm, 1920; WV Gabelmann G 141; Staatliche Kunsthalle Karlsruhe; zerstört)[4]
- Pilatus/Landschaft (Öl auf Leinwand, 85 × 68 cm, 1915; WV Gabelmann G 65; Städtische Kunsthalle Mannheim; zerstört)
- Mutter mit Kind (Zeichnung; Staatliche Kunsthalle Karlsruhe; zerstört)

### Weitere Werke (Auswahl)
- Alpenlandschaft (Tempera auf Papier; 42 × 51 cm, 1916; 1937 vom Auktionshaus Hugo Helbig mit der Sammlung des deutsch-jüdischen Sammlers Ernst Flersheim (1862–1944) versteigert. Verbleib ungeklärt.)[5][6]
- Paar (Aquarell. 1944 von den Nazis aus der Sammlung der deutsch-jüdischen Sammler Martin und Florence Flersheim in Amsterdam beschlagnahmt; Verbleib ungeklärt)[7]

## Einfluss auf andere Künstler
Angeregt durch seine moderne Landschaftsauffassung bildete sich um Babberger ab 1925 die lose Künstlergruppe Urner Kreis, zu der neben seinen Schülern Heinrich Danioth und Erna Schillig weitere Schweizer Künstler, Literaten und Musiker gehörten. Als treibende Kraft dieser Gruppe sind Person und Schaffen Babbergers aufs Engste mit der Innerschweizer Kunstentwicklung am Aufbruch zur Moderne verbunden. Auf Danioth hatte Babberger entscheidenden Einfluss.

## Ehrungen
- 1966 wurde in Karlsruhe die Babbergerstraße nach ihm benannt.[8]